# 糧食權力

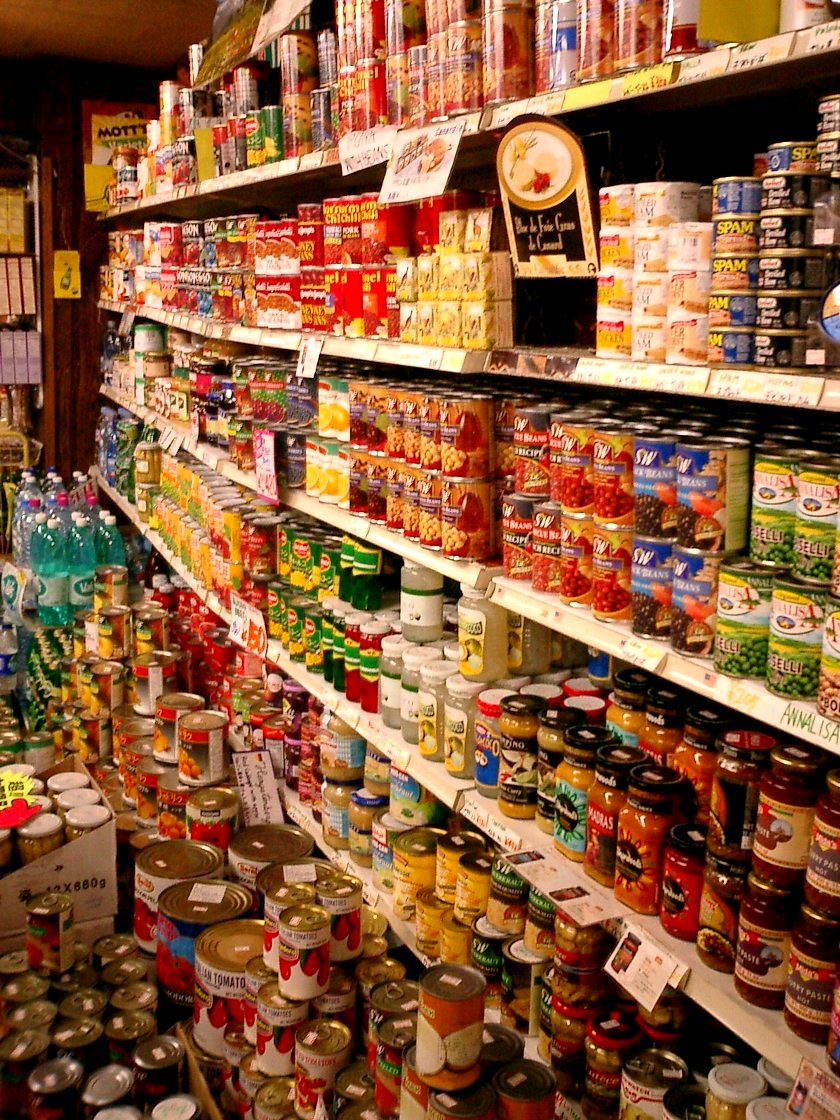
日本神戶一家外國食品進口商店，日本60％的粮食是进口

糧食權力（英語：Food power），在國際關係中指一個或多個國家透過提供或停止提供糧食，以操縱農業作為政治手段。由於糧食是對一個國家的政策有重大影響的食品政治，因此在石油輸出國組織早期使用石油作為政治武器後，人們意識到糧食權力的潛在用途。
糧食權力是糧食政治的一部分，其槪念在禁運和糧食政治中得以體現。國家必須使糧食稀缺、集中供應、分散需求和行動獨立，才能有效地利用糧食權力。農業產品出口量足以使用糧食力量的主要國家有四個，分別是美國、加拿大、澳洲和新西蘭，其中美國使用糧食權力作為懲罰。在規模較小的情況下如一些非洲國家，糧食權力被用作內戰中敵對雙方的武器。

## 歷史背景
世界上有四個國家出口量足以使用這種理論性的糧食力量：美國、加拿大、澳洲和新西蘭。依賴這些國家的糧食進口國在糧食遭截留時，可能因糧食短缺面臨糧食危機。雖然糧食出口國在國內農業生產者的迫使下把食物出口，但糧食進口國的政治領導人仍表示對依賴糧食進口感到疑慮。

## 政策
糧食政治是關於生產、控制、規管、檢查和分發糧食的政治範疇，並受到與農業、零售業的方法和規管有關的道德、文化、醫療和環境爭端所影響，而糧食權力是糧食政治的一個組成部分。
1974年，美國農業部長說：「糧食是一件武器」。石油輸出國組織以石油作為政治武器，美國也研究利用糧食作為武器的可能性，從而成為針對其他國家和進一步推動目標的工具。除此之外，糧食權力還有其他用途，進口國可以在對方作出政治讓步前拒絕進口，這與糧食出口國拒絕出口的情況將有相同的影響，例如美國對古巴減少糖的進口配額。簡單來說，如果需求集中在一個進口國，而多個出口國爭相出售同樣的糧食產品，則進口國在政治交流上佔利，他們可爭取最有利的條件進行交易，這優勢在出口國依賴單一產品時更加明顯。

### 糧食安全
雖然糧食安全和糧食權力通常有直接關係，但兩者仍有分別。糧食安全是指一個地區在任何時候有足夠的食物供應給所有人以維持健康的日常生活。糧食權力是指政府、公司、領袖、國家等放棄糧食安全換取其他東西作為回報。許多國家使用糧食權力，威脅其他國家的糧食安全。一個國家的福利與人民的福利直接相關，因此每個國家希望為人民提供可靠的糧物供應，但是這需要可能成為糧食政治的手段，以表明國家擁有糧食權力。

### 禁運

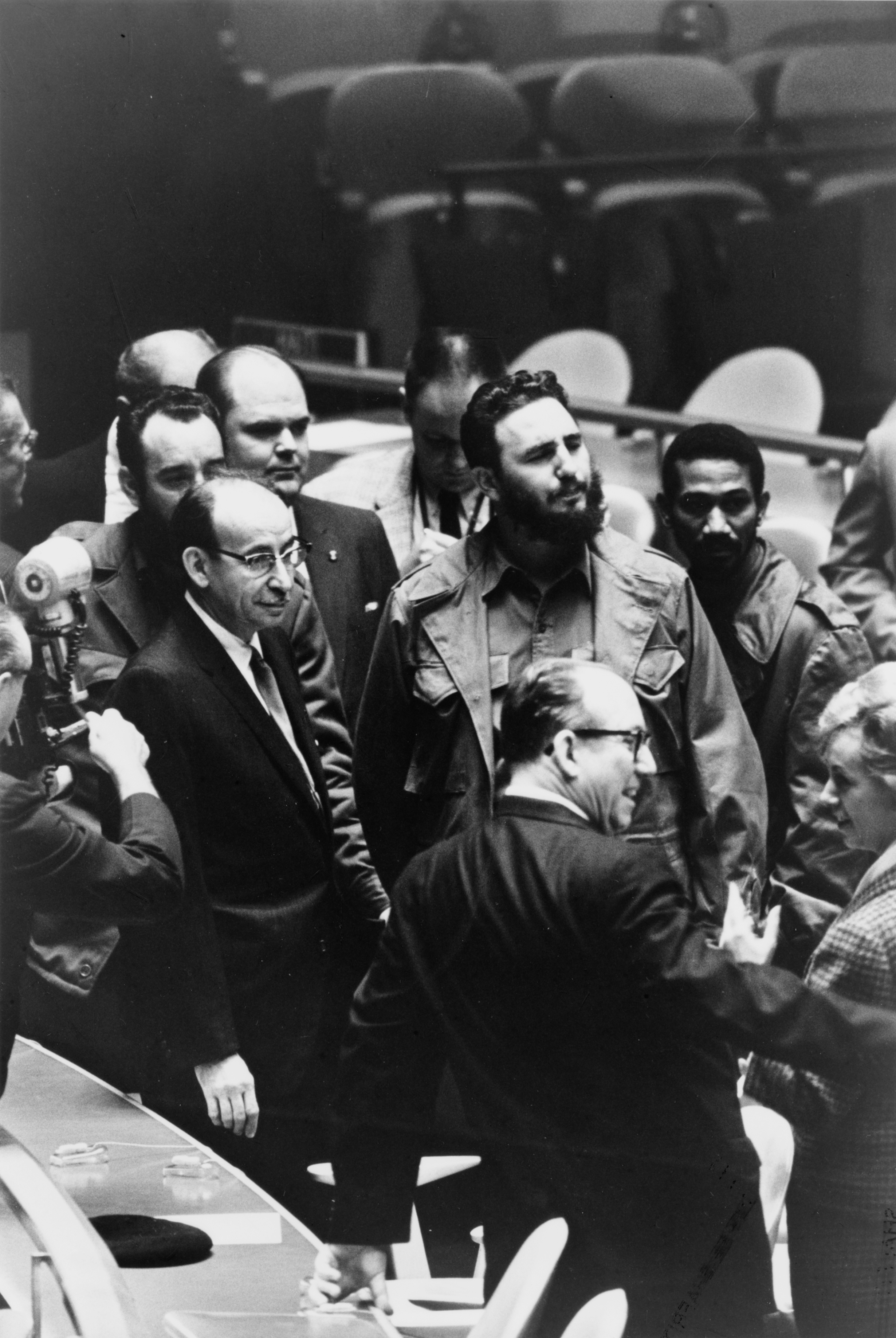
菲德爾·卡斯特羅出席聯合國大會

禁運不是糧食權力，但糧食權力可以應用在禁運問題上。事實上，不涉及糧食的禁運多以失敗收場。例如，协约国在1914年8月20日開始對德國實施糧食以外的禁運，效果不甚顯著，依賴進口糧食的德國在禁運清單中加入糧食後經濟被拖垮，最終採取鋌而走險的措施失敗，可見糧食具有實質影響力。
1980年代初，美國嘗試利用糧食權力，對蘇聯實施穀物禁運，蘇聯以較高成本從不同國家進口糧食，美國政策失敗。失敗的例子還有1990年聯合國安理會對伊拉克的糧食制裁。
另一個禁運的例子是美國對古巴實施糧食禁運為手段，迫其服從美國霸權，古巴人民的情況和健康因而下降，這項禁運仍然持續。

## 使用

### 結構條件
糧食權力只在符合某些結構性的條件時湊效：
1. 稀缺性：商品的價值在需求高而供應有限時增加，而價格反映了商品的重要性，即其作為武器的潛力，例如一個不惜大灑金錢的消費者可能願意以政治上的讓步作為高昂的代價。
2. 供應集中︰供應掌握在少數生產者手中，限制市場競爭或價格修正，從而壟斷市場。
3. 需求分散：供應商容許消費者互相競爭、提高價格、提出條件限制，均有利於把經濟糧食作為武器。
4. 獨立行動：供應者為了確保作用，必須控制貨物的生產過程等方面，確保能維持或擴大其資產的控制權。[11]

上列四項條件必須同時出現，才能把經濟糧食作為政治工具。但四項條件同時出現不一定意味著經濟糧食會被用作政治工具，當局還會考慮其他進一步的條件是否存在，例如性質、目標、其他方法可行性和評估效用。

### 經濟武器
國家之間使用經濟武器有很多用途。其中一個利用糧食權力而非政治性質的用途，是影響商業協議的條件，例如價格、運輸、貨物和付款時間表等。另一種用途與買方的經濟目標有關，如收支平衡、通貨膨脹、稅收或土地擁有權。許多人認為利用經濟手段換取政治利益有違道德，例如抵制某些國家、在聯合國種票。當兩個政府不接受彼此的合法性，使用經濟武器的目的不是經濟目標，而是刺激反對力量從而推翻政權或迫使政府投降。

### 美國

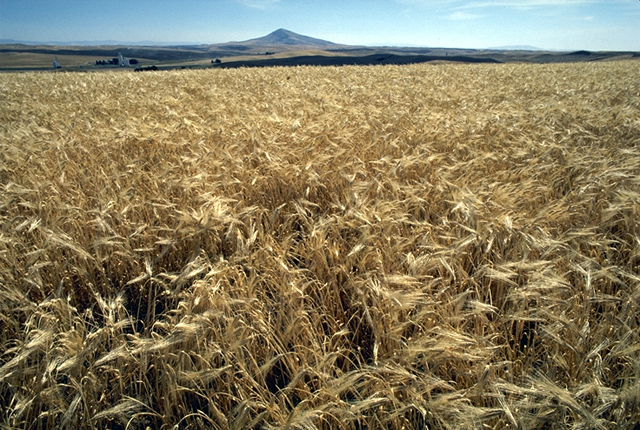
大麥是主要的動物飼料

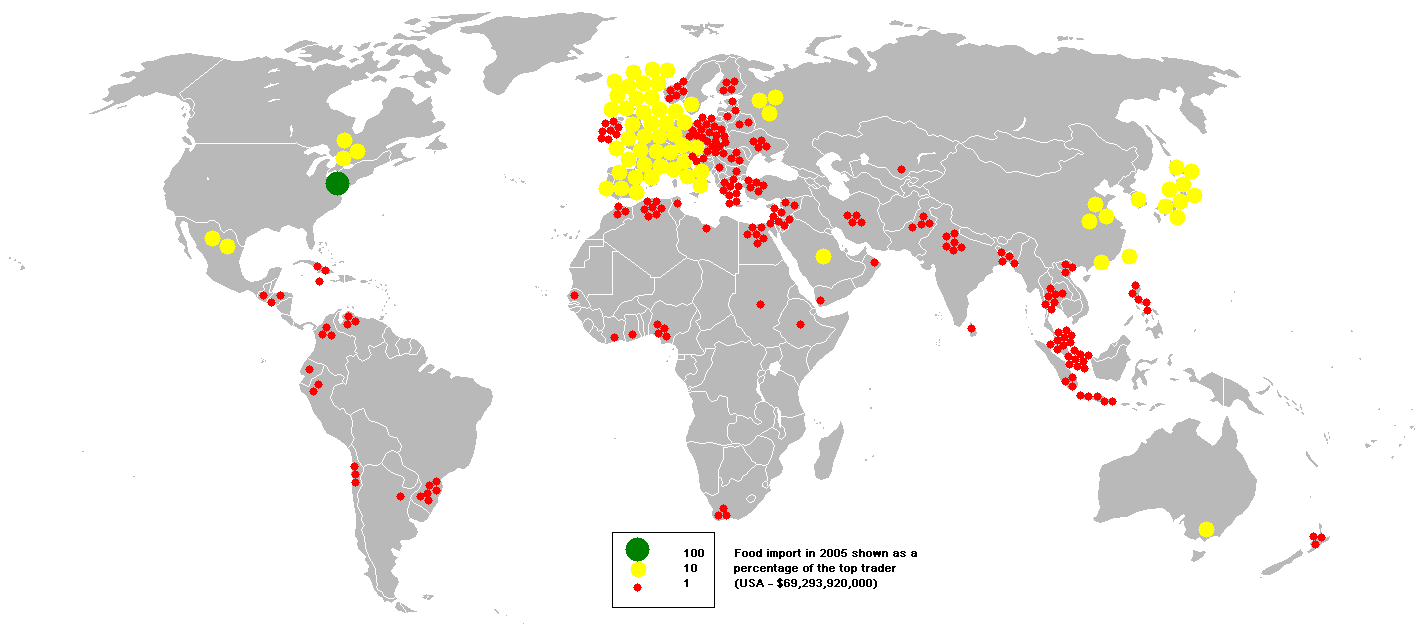
2005年糧食進口

美國在很多領域如軍事、能源、出口發揮主導角色，雖然它的影響力不及從前，但其糧食權力的重要地位不變。美國是最大的糧食生產國和出口國，其他國家（主要包括發展中國家和最富有的石油出口國）開始出現食物短缺，日漸依賴從美國進口的糧食，美國的糧食權力變得更強大。進口糧食的國家為對美國表示友好，也可能讓美國有某種形式的影響力。即使是一些最貧窮的石油輸出國組織國家已依賴美國小麥，因此美國可以限制其出口食品達至政治目的。美國利用糧食權力作為一種手段，對石油輸出國組織國家施加壓力。在糧食短缺或飢荒時，依賴美國糧食的國家急需援助，此時糧食權力效用最大。
美國經常使用它的經濟實力懲罰其他國家，其中一個方式是阻止糧食出口。懲罰的原因主要有二，一是針對威脅美國的國家（如共產國家、社會主義政府、支持激進政權或缺乏民主的政權、不接受美國協議的國家），一是市場發展與人道主義目標（如試圖把美國公司財產國有化、接管美國公司的職能或採納民族主義經濟政策的國家）。
1970年代後，美國在國務院和中央情報局發表報告探討糧食禁運的潛力後修改立場，取消對利比亞、蘇丹和北韓實行的農產品出口制裁措施（與古巴的農產品貿易仍然受到一些限制），給予國會在這問題上否決總統單方面行動的權力。

### 非洲
相對於北美洲和歐洲，非洲（尤其蘇丹）的糧食政治規模較小。自然環境不是造成非洲糧食不安全的唯一因素。一些專家認為飢荒和糧食不安全是由於非洲糧食生產不穩，加上人口增長和環境的可持續性的相互作用每況愈下。

#### 蘇丹

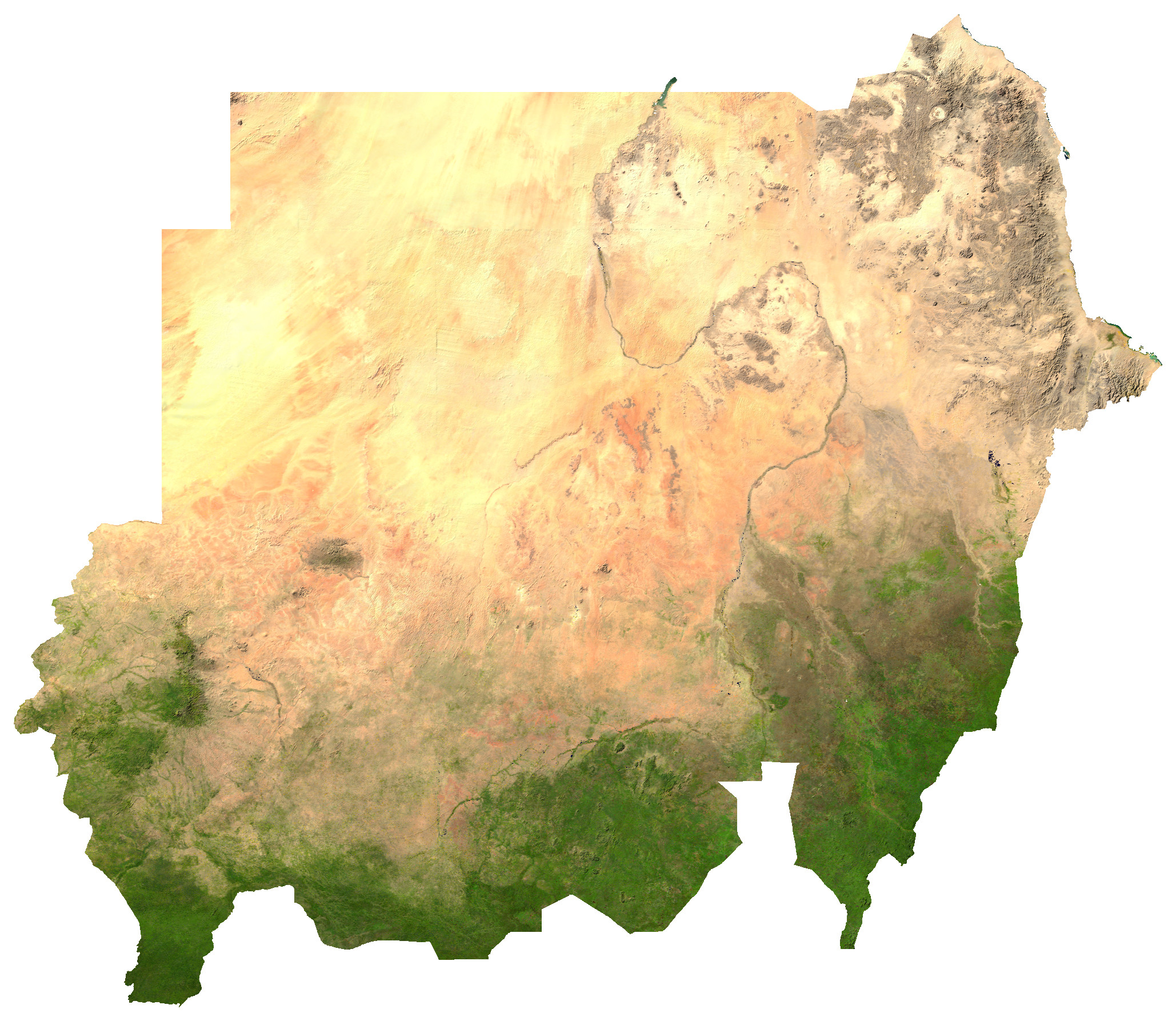
蘇丹衛星圖片

兩種理論可解釋飢荒形成的原因，一個理論指出飢荒的自然形成原因是乾旱、戰爭或農業系統的重大改變，另一理論主要涉及人們獲得或有權獲得的能力從而出現小規模的糧食力量。
蘇丹飢荒是另一個糧食權力的例子，當局制訂忽視人民需要的糧食政策以達到政治目的。1980年代的飢荒完全是人為的，反對派為爭奪選票而鼓勵飢荒，從中提升他們政治和經濟地位。這些政黨不是唯一的受益者，商人為爭取更佳的貿易條件而囤積糧食和低價購入牲畜，而西方商人在1987年飢荒中拒絕在達爾富爾貧困村落以合理的價格出售糧食。

## 延伸閱讀
- 美國阿徹丹尼爾斯米德蘭公司
- BT63基因改造水稻事件
- 2007-08年全球糧食價格危機
- 糧食安全
- P Wallensteen, Scarce Goods as Political Weapons: The Case of Food, Journal of Peace Research, 1976; 13: 277-298
- Paarlberg, R.L., Failure of food power, Policy Studies Journal, 2008; (United States); Journal Volume: 6:4
- Joseph D. Coffey, THE ROLE OF FOOD IN THE INTERNATIONAL AFFAIRS OF THE UNITED STATES, SOUTHERN JOURNAL OF AGRICULTURAL ECONOMICS JULY, 1981,  （页面存档备份，存于）
- Thorald K. Warley, Agriculture in International Economic Relations, American Journal of Agricultural Economics, Vol. 58, No. 5, Proceedings Issue (Dec., 1976), pp. 820–830 , JSTOR
- Robert L. Paarlberg, Food, Oil and Coercive Power, in Mark W. Zacher (ed.), The International political economy of natural resources., Edward Elgar Publishing, 1993, ISBN 1852786027, Google Print, p.76-92
- Danaher, Kevin. "US food power in the 1990s." Race & Class. Web. 16 Nov. 2009. <http://rac.sagepub.com/cgi/reprint/30/3/31.pdf%5B%5D>.

## 外部連結
- Robert Paarlberg , Food Politics （页面存档备份，存于）, Oxford Companion to the Politics of the World, Jan 1, 2008